# Ofensiva de Kiev
A ofensiva de Kiev ou de Quieve foi um dos principais teatros de operações que ocorreram durante a invasão da Ucrânia pela Rússia em 2022 e tinha como objetivo a tomada do controle de Kiev, capital da Ucrânia, e sua circunjacência. Na manhã do dia 24 de fevereiro, as Forças Armadas da Rússia invadiram o oblast (província) e foram interceptadas pelas Forças Armadas da Ucrânia, dando início a um violento combate.
Em 5 de março, como parte da sua estratégia de cercar as forças ucranianas, o exército da Rússia conquistou diversas cidades ao norte da capital, como Bucha, Hostomel e Vorzel. Em 9 de março, o controle da estratégica cidade de Irpin ainda estava sendo contestado, mas após um mês de batalha, os ucranianos conseguiram manter suas posições. No final, a cidade de Kiev nunca foi totalmente cercada, com o exército ucraniano lutando ferozmente e se aproveitando de falhas na estratégia russa e seus problemas de logistica. Após um mês de violentos combates e bombardeios, em 29 de março, o alto-comando russo anunciou que estaria retirando suas tropas da área do Oblast de Kiev. Em 2 de abril, autoridades ucranianas afirmaram que todas as áreas ao redor da capital estavam novamente sob controle de suas tropas.
Enquanto alguns analistas e a Rússia afirmaram que a evacuação do Oblast de Kiev foi uma decisão tática para liberar tropas para irem lutar em outros frontes, para a Ucrânia e fontes ocidentais, a retirada era uma admissão de que a estratégia inicial russa para a guerra havia falhado.